# Крістіна Бренк
Крістіна Бренк ( Врховець) (22 жовтня 1911 року,  Горджуля, Австро-угорщина  - 20 листопада 2009 року, Любляна)  - словенська письменниця, поетеса, перекладач і редактор.

## Біографія
Крістіна Бренк народилася в Горджулі в тодішній Австро-Угорщині в 1911 році. Дитинство  провела у Горджулі, де закінчила чотири класи початкової школи. Вона продовжила освіту в Мариборі, закінчивши  вчительську школу. Вона вивчала психологію і педагогіку  в Люблянському університеті і здобула ступінь доктора в 1939 році.   Під час навчання відвідувала драматичну школу. Вона вирішила створити молодіжний театр, тому в 1938 році   вивчала теорію молодіжного театру в Празі. Звання Доктор педагогічних наук отримала в 1939 році. До війни Крістіна Бренк була позаштатним працівником.   Під час Другої світової війни вона вступила до Фронту визволення Словенії. З 1949 року до виходу на пенсію в 1973 році Крістіна  Бренк працювала редактором у видавництві «Младінська книга». У 1999 році вона отримала нагороду Левстик  за створення дитячих книг. Письменниця померла в Любляні і там похована.  

## Творчість
В юності вона писала ігри, пісні та оповідання для шкільної газети. До Другої світової війни Крістіна Бренк друкувалась у "Люблянському дзвонику та сучасності". Після війни  друкувалась у молодіжних журналах «Дитячий садок», «Цицибан», «Курірчек», «Піонірський список», «Піонір», «Академічний голос», «Нас пруд», «Груда». Про війну Крістіна Бренк створила  реалістичні твори. У мемуарах письменниця розповіла про 
життя матері-одиначки, сімейне життя після Другої світової війни та зустрічі з письменниками,   ілюстраторами та юними читачами.   Завдяки їй словенська молодіжна література стала предметом літературознавства та предметом викладання на факультетах Словенії.  Перший переклад  був опублікований у 1935 році.  Вона перекладала та редагувала словенські та зарубіжні казки та вірші, зокрема: Бабусині казки (Словенські народні казки), Мамка Бршлянка (Всесвітня народна казка), Горщик, Кухар! (народні казки слов’янських народів). У 2001 році була опублікована антологія короткої прози «Дар».

## Відзнаки
- 1999  р. - отримала літературну премію Левстика.
- Нагорода за найкращу оригінальну словенську книжку, яку вручає Словенська видавнича асоціація з 2003 року, з 2011 року  названа на честь Крістіни Бренк.
- 1964 - Меморіальна дошка для молодого покоління - Белград
- 1966 - Золота дошка для літературної творчості
- 1970 р. - бронзова медаль за роботи - Лейпциг
- 1972 р. - премія Левстика за книгу «Дівчина-дельфін та лисиця»
- 1974 - статуя кур'єра
- 1982 - дошка Трубара
- 1984 рік - визнання громадою  Горджуля
- 1997 - почесний знак свободи Республіки Словенія за життєву працю в молодіжній літературі та видавництві
- 1999 р. - нагорода за все життя «Левстик»
- 2001 - звання почесного громадянина муніципалітету Хорджул
- 2007 - звання почесного громадянина Любляни